# 三位一體 (核試驗)
三位一體（英語：Trinity），也有音譯作托立尼提或特里尼泰，是人類史上首次核試驗的代號，是曼哈頓計劃的一部分。美國陸軍在1945年7月16日於新墨西哥州索科羅縣的托立尼提沙漠進行，這次試驗被認為是核子時代開始的象徵。
該核试测试的是一个内爆式的爆炸装置，核装药为5kg的伽玛相的钚。其昵称为“小工具”（The Gadget）。1945年8月9日在长崎投放的胖子原子弹采用了同样的內爆式设计，三位一體試驗的當量約為20,000噸TNT，爆炸高度30.5公尺，爆炸温度7千万K，1,000码内放射性沾染达1,000伦琴，最佳爆炸高度应为458公尺，弹体重3吨，内径1.4公尺，有效系数5%。

## 歷史背景
核武器的製作在1930年代完全是超乎原來的政治及科學發展。有關原子的自然本質的新發現，美国联合英国、加拿大本來就已積極開發核裂變能源。基於歐洲大陸的法西斯主義政府的興起，由於擔心納粹德國會趕在英美諸國之前開發出原子彈，美國遂提出進行曼哈頓計劃，積極發展核科學。

## 筹备实验
1944年3月，美國哈佛大学的物理学教授肯尼茨·班布里奇受命为核试验场选址，此人曾在炸弹专家乔治·基斯提亚科斯基手下工作。虽然当时人们尚未了解核武器的威力，但在选址时已考虑场址的隐蔽性和工作人员的安全。探测核试验的仪器也将安放在试验场上，摄影师亦在现场架起了若干摄影机。

### 选址
計劃负责人列出了八个候选地点，它们是加利福尼亚州的聖尼古拉斯島、得克萨斯州的帕德雷島、圣路易斯山谷、马尔派斯国家遗迹的熔岩区和新墨西哥州的一些地方。加州布萊斯附近的莫哈韦沙漠军事基地最初被认為是最合适的場址，但由于军方的計劃负责人莱斯利·理查德·格罗夫斯将军不喜欢和該军事基地的指挥官打交道，所以提案被否决。最终，核试验场的位置被定在美国西南部新墨西哥州索科羅縣白沙导弹靶场的北端。
军队在1944年末到达并展开核试验的准备工作。马文·戴维斯中士的宪兵队在同年12月30日到达洛斯阿拉莫斯担任戒备工作。他们最初准备骑马巡逻，但由於试验场的面积过大，因此宪兵改为使用吉普车和卡车。驻守在试验场的士兵成了索科羅縣的常客，他们起先准备打井饮水，却发现水的碱性过强无法饮用，只好从索科羅縣的一个消防站运送饮用水。其他实验人员则在1945年间到达。
场地上还建起了三个观察用的碉堡。奥本海默和一些军方人士曾在原爆点9.7公里以南的碉堡观看核爆，格罗夫斯将军则在16公里以外的军事基地中观测。

### 命名
目前尚未能了解到将此次核试验命名为“三位一体”的具体来源，但人们通常认为其得名于奥本海默引用的约翰·多恩诗句。1962年格罗夫斯就命名一事致信奥本海默。他在信中问他是否是他将这次核试验命名为“三位一体”，美国西部的河流和山脉常以此词命名，并不会引人注意。奥本海默回覆到：
我的确给出了这个建议，但并不是那么直接……我并不确定为什么我选了这个名字，我当时脑海中响起了约翰·多恩临死前创作的一首诗，这是为我熟知并深爱的一首。引用如下：“As West and East / In all flatt Maps—and I am one—are one, / So death doth touch the Resurrection”，这并不是三位一体，但约翰·多恩的另一句虔诚的诗开头是“Batter my heart, three person'd God”。

## 核爆炸

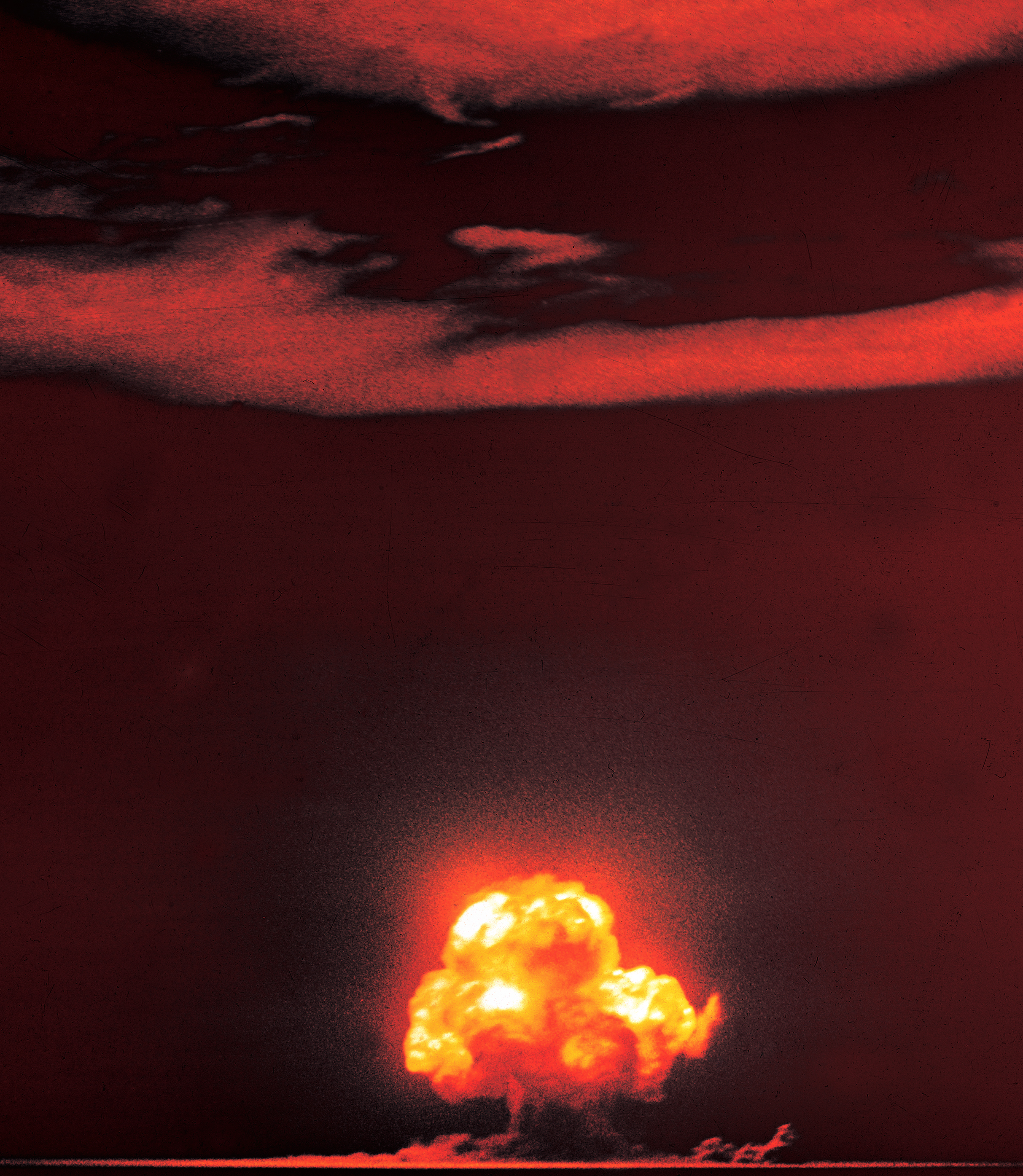
引爆后数十秒

在1945年7月16日的早上五點三十分，實驗核彈被引爆，爆炸力約為兩萬五千噸TNT爆炸當量，爆炸造成了一個大約 4.7 英尺（1.4 m）深、88 碼（80 m）寬的核彈坑，而該處中的沙子被融化，並變成了一種具有輕度放射性的淺綠色玻璃結晶，這些結晶亦因為這次核試而被稱為「托立尼提物質」（Trinitite），Trinitite 層的半徑約為 330 碼（300 m）。
在爆炸時，周邊的山有一到兩秒時間被照得「比日間還要光亮」，即使遠至基地營地也感覺到熱度「好像在烤爐旁一樣」。爆炸發出的光線，從最初的紫色轉為綠色，再轉為白色。爆炸產生的衝擊波需時40秒傳送至觀測者，而據報遠至100英里（160）外的人亦感受到該次爆炸。另外，有關爆炸產生的蘑菇雲高達7.5英里（12.1）。

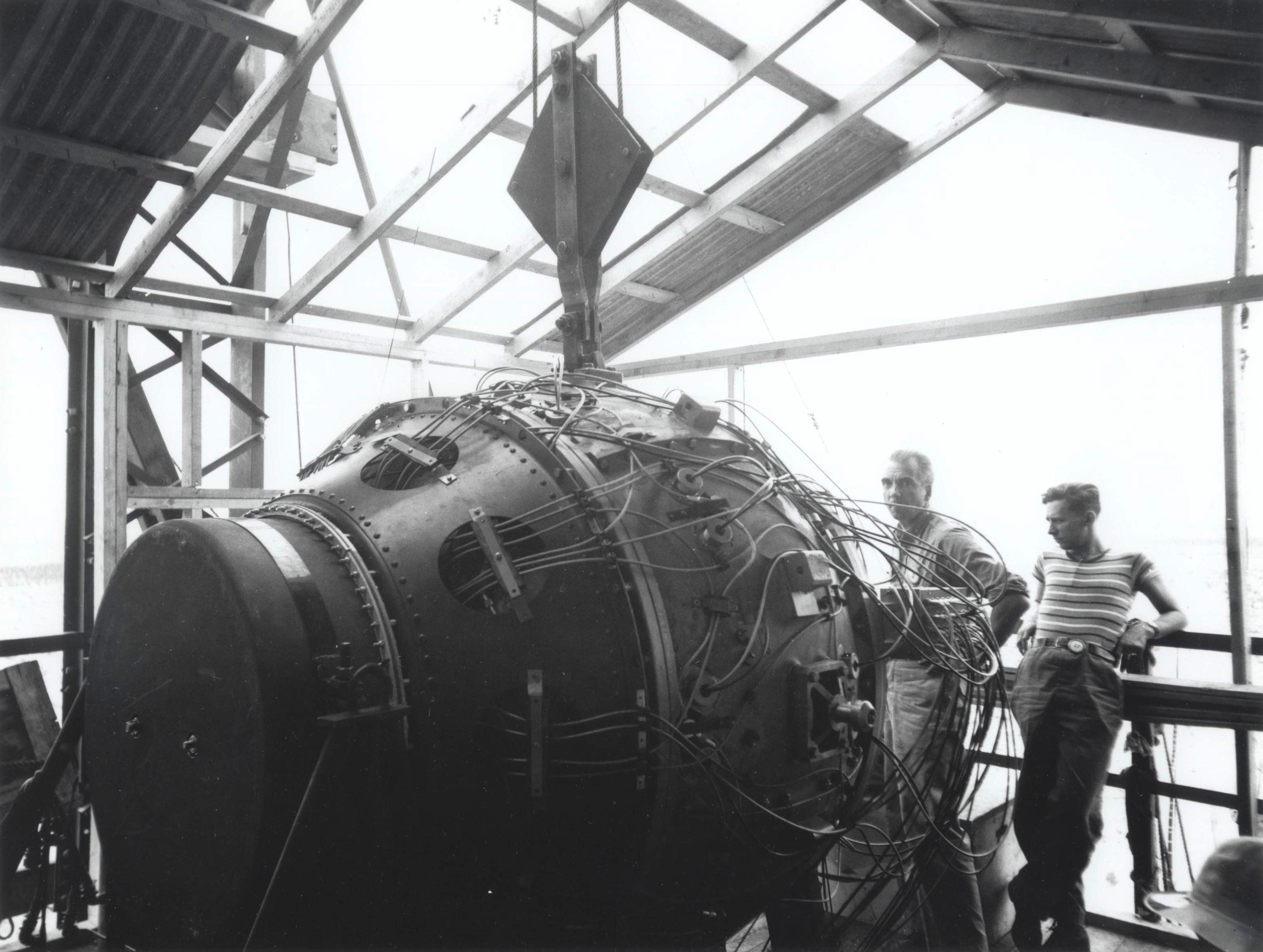
三位一體試驗的原子彈
- 核爆炸录像
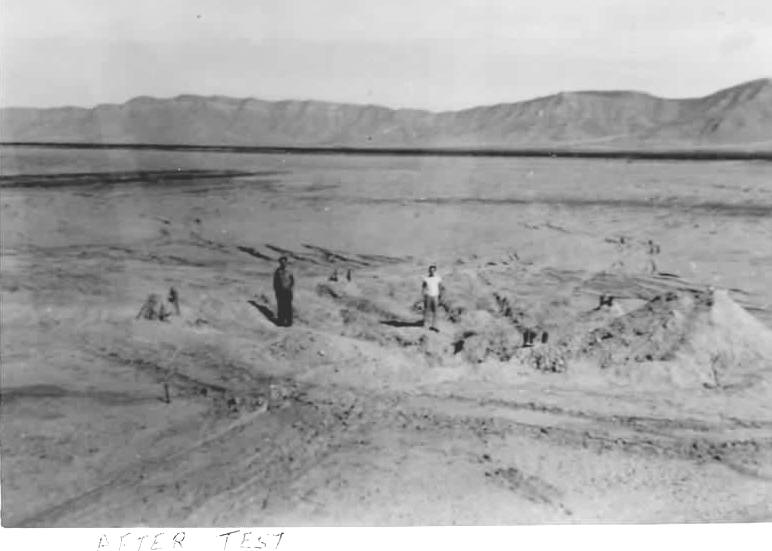
爆炸后的原爆点
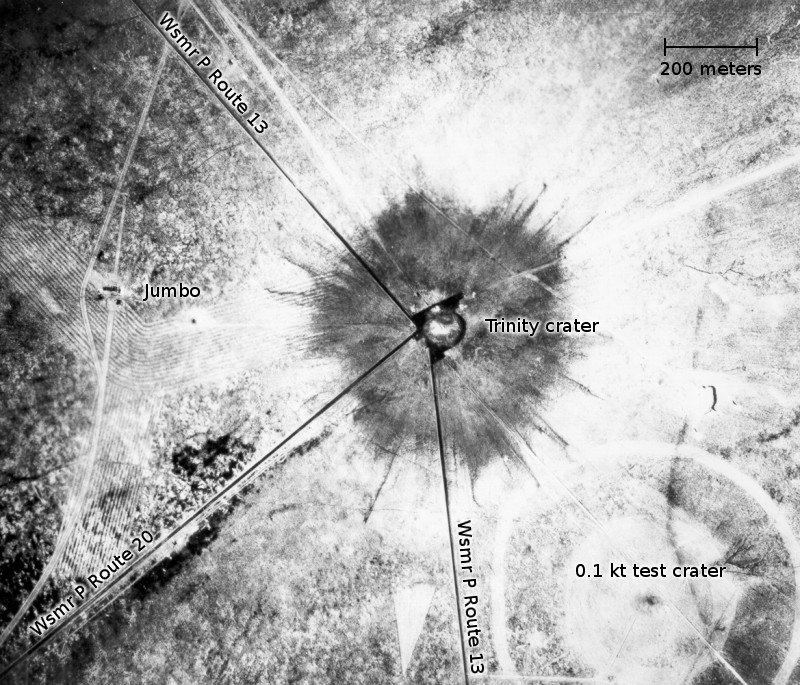
核爆之后不久的弹坑航拍影像
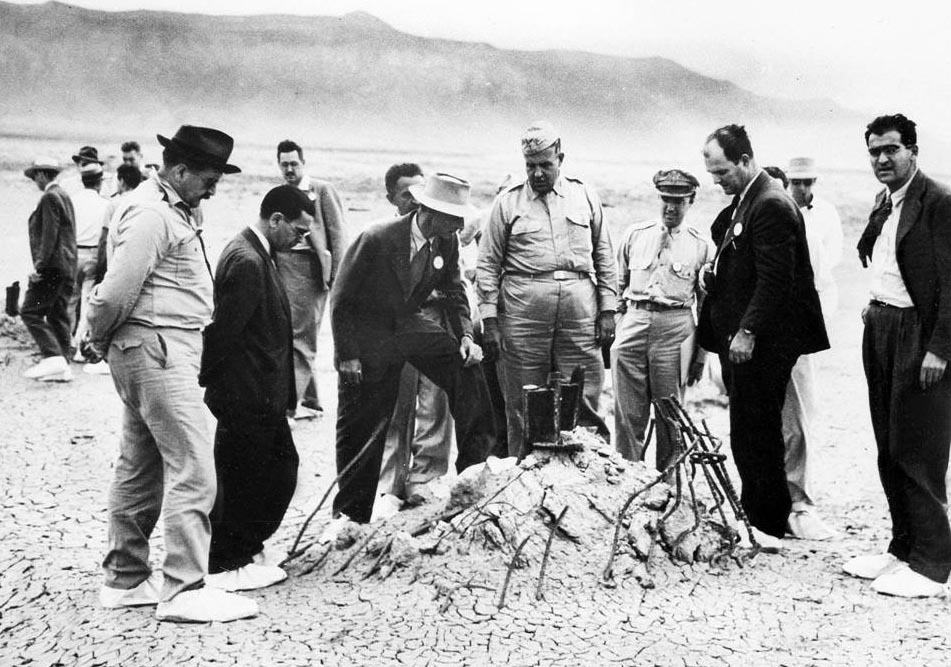
格罗夫斯将军和奥本海默在几周之后查看核试验塔的基座

## 外部連結
- Official report LA-6300-H（页面存档备份，存于） by Bainbridge, declassified as a "comprehensive record" in 1976 and containing "almost all the original text previously published as LA-1012".
- Very High Resolution Photograph of The Trinity Obelisk（页面存档备份，存于）
- Trinity Remembered: 60th Anniversary（页面存档备份，存于）
- BBC article on the 60th Anniversary（页面存档备份，存于）
- Atomic tourism: Information for visitors（页面存档备份，存于）
- The Trinity test（页面存档备份，存于） on the Los Alamos National Laboratory website
- Carey Sublette's Nuclear Weapon Archive Trinity page
- The Trinity test（页面存档备份，存于） on the Sandia National Laboratories website
- The Trinity Site on the White Sands Missile Range website
- Richard Feynman, "Los Alamos from Below"; Surely, You're Joking, Mr. Feynman.
- Trinity Test Fallout Pattern（页面存档备份，存于）
- Trinity Test Photographs（页面存档备份，存于）
- Trinity: First Test of the Atomic Bomb（页面存档备份，存于）
- "My Radioactive Vacation"（页面存档备份，存于）, report of a visit to the Trinity site, with pictures comparing its past with its present state
- Visiting Trinity（页面存档备份，存于） Short article by Ker Than at 3 Quarks Daily（页面存档备份，存于）
- "War Department release on New Mexico test, July 16, 1945"（页面存档备份，存于）, from the Smyth Report, with eyewitness reports from Gen. Groves and Gen. Farrell (1945)
- Trinity Site National Historic Landmark
- Trinity A bomb test photos on The UK National Archives' website.（页面存档备份，存于）
- Annotated bibliography for the Trinity Test from the Alsos Digital Library for Nuclear Issues
- Video of the Trinity Weapon Test[] at sonicbomb.com[]
- 短片 Nuclear Test Film - Trinity Shot (1945) 可在互联网档案馆自由下载
- 短片 Nuclear Test Film - Nuclear Testing Review (1945) 可在互联网档案馆自由下载
- 短片 Atomic Weapons Tests: TRINITY through BUSTER-JANGLE (1952) 可在互联网档案馆自由下载
- 短片 WORLD CELEBRATES PEACE, VJ DAY, 08/12/1945 (1945) 可在互联网档案馆自由下载 (WORLD IN FILM, ISSUE NUMBER 19 - THE ATOM BOMB)